# Purgatory Afterglow
Purgatory Afterglow, uitgegeven in 1994, is het vierde studioalbum van de Zweedse deathmetal band Edge of Sanity.
Het album is opgenomen in Dan Swanö's Unisound studio. De Japanse editie bevat twee extra nummers; “Until Enternity Ends” en “Eternal Eclipse”, beiden van de Until Eternity Ends EP.

## Bezetting
- Dan Swanö – zang, keyboards, gitaar
- Anders Lindberg – basgitaar
- Benny Larsson – drums
- Andreas Axelsson – gitaar, zang
- Sami Nerberg – gitaar, zang

## Nummers
1. Twilight - 7:51
2. Of Darksome Origin - 5:02
3. Blood Colored - 4:00
4. Silent - 5:05
5. Black Tears - 3:15
6. Elegy - 3:57
7. Velvet Dreams - 7:10
8. Enter Chaos - 2:24
9. The Sinner and the Sadness - 3:06
10. Song of Sirens - 2:33
11. Until Eternity Ends - 3:58 (Japanse bonus track)
12. Eternal Eclipse - 2:52 (Japanse bonus track)